# Еленор Ґордон
Еленор Ґордон (англ. Elenor Gordon, 10 травня 1933 — 5 липня 2014) — британська плавчиня.
Призерка Олімпійських Ігор 1952 року, учасниця 1948, 1956 років.
Переможниця Ігор Співдружності 1950, 1954 років.